# Rise to Fall
Rise to Fall es una banda de death metal melódico española provenientes de Bilbao. Su música esta fuertemente influenciada en la escena sueca del death melódico. La banda fue formada en el año 2006 y en 2008 comenzaron a grabar su primer álbum de estudio, "Restore The Balance", producido por Ettore Rigotti (de Disarmonia Mundi), el cual fue lanzado en el año 2010 bajo el sello "Coroner Records". Durante ese año, participaron en el festival Bilbao BBK Live. 
La banda se ha presentado en diversos lugares, tanto en clubes como festivales en España y otros países al lado de bandas como Rammstein, Slayer, Bullet for My Valentine, Amon Amarth, Scar Symmetry, The Agonist, Dagoba, Textures, etcétera.
En el año 2011 se embarcaron en una gira por Japón, presentándose en las ciudades de Nagoya, Osaka y Tokio junto a la banda italiana Destrage y los japoneses Blood Stain Child.
El segundo álbum lanzado se tituló "Defying The Gods" y fue lanzado en 2012.

## Biografía
Rise To Fall fue creado en 2006 en el País Vasco, pero no es hasta el año 2010 en el que el grupo define su formación, hasta llegar a la actual. 
Sus actuales componentes, Dalay Tarda (voz), Hugo Markaida (guitarra), Dann Hoyos (guitarra), Xabier Del Val (batería) y Javier Martín (bajo)
Su primer trabajo “Restore The Balance” (2010), grabado y mezclado en “The RockStudios” (Bilbao) y masterizado por Jacob Hansen en los “Hansen Studios” (Dinamarca), llamó la atención del músico y productor Ettore Rigotti (Disarmonia Mundi) el cual lanzó el disco al mercado internacional a través de su sello discográfico “Coroner Records”.
Con este álbum debut, Rise To Fall consiguió un “Sold Out” en su concierto presentación y tuvo la oportunidad de telonear a grandes bandas del estilo como Amon Amarth, The Agonist y Scar Symmetry. También participó en festivales como el “BBK Live” (2010) compartiendo escenario con grupos como Rammstein, Slayer, Volbeat o Bullet For My Valentine. Con este mismo álbum, realizó un tour por Japón en el año 2011, obteniendo una muy buena acogida por parte del público nipón.
El videoclip del sencillo “Redrum”, recibió miles de visitas en su primera semana y actualmente cuenta con 279.000 visitas.
En 2012 salió a la luz el segundo álbum “Defying The Gods”, grabado, mezclado y masterizado en “The Metal House Studios” (Italia) de la mano de Ettore Rigotti.
Tras volver a obtener un “sold out” en su concierto presentación, este segundo trabajo se presentó en una gira nacional y en festivales como el “Costa de Fuego” en el 2012 (Guns and Roses, Marilyn Manson, In Flames...) y el “Resurrection Fest” en el 2013 ( Trivium, Lamb of God, Bad Religion...). Además, gracias al reconocimiento y a las buenas críticas de sus actuaciones en directo, con el “Defying The Gods” Rise To Fall teloneó a bandas de renombre como Soilwork, Ill Niño o Biohazard e hizo una gira de veinte fechas por Rusia y Ucrania en junio de 2013 y visitó Suecia a finales del 2014.
Su tercer trabajo “End VS Beginning” ha sido mezclado en los “Hansen Studios” en Dinamarca por Jacob Hansen y fue lanzado el 9 de junio de 2015 via Coroner Records.
Tras la exitosa presentación del disco en Bilbao y sus alrededores, realizan un tour de 12 fechas (incluido un concierto en el MIdi Fest) por China en enero de 2016 , y en abril de ese mismo año una gira europea de 10 fechas junto con el grupo sueco Nightrage.

## Discografía
Tras un largo trabajo desde abril de 2008 el 22 de febrero de 2010 lanzaron su primer disco llamado Restore The Balance. El segundo disco sale a la luz el 9 de abril de 2012 titulado "Defying The Gods" y el 9 de junio de 2015 salió a la venta el tercer disco denominado "End VS Beginning". Su cuarto disco "Into Zero" salió a la venta a finales de septiembre de 2018.
Álbumes de estudio
- Restore The Balance (Coroner Records) - 2010
- Defying the gods (Coroner Records) - 2012
- End VS Beginning (Coroner Records) - 2015
- Into Zero (Independiente) - 2018
- The Fifth Dimension - 2023

Demos
- Demo 2006

Colaboraciones
- Princess Ghibli II - en la canción "Kaze No Tani No Nausicaa" con Sophia Aslanidou - 2012
- Princess Ghibli the Best Selection Revisited - 2013

## Videoclips
| Título               | Del álbum           |
| -------------------- | ------------------- |
| "Redrum"             | Restore the Balance |
| "Whispers of Hope"   | Defying the Gods    |
| "The Threshold"      | End vs Beginning    |
| "End Vs Beginning"   | End vs Beginning    |
| "Burning Signs"      | End vs Beginning    |
| "Acid Drops"         | Into Zero           |
| "In The Wrong Hands" | Into Zero           |

## Formación
- Alain "Dalay Tarda" Gutiérrez (Voz)
- Hugo Markaida (Guitarra)
- Dann Hoyos (Guitarra)
- Xabier del Val (Batería)
- Javier Martin (Bajo)